# گایینس ویل (ویرجینیا)
گایینس ویل (به انگلیسی: Gainesville) یک منطقهٔ مسکونی در ایالات متحده آمریکا است که در شهرستان پرنس ویلیام، ویرجینیا واقع شده‌است. گایینس ویل ۲۶٫۶ کیلومتر مربع مساحت و ۱۱٬۴۸۱ نفر جمعیت دارد و ۱۰۸ متر بالاتر از سطح دریا واقع شده‌است.